# The Night Shift/Episodenliste
Diese Episodenliste enthält alle Episoden der US-amerikanischen Krankenhausserie The Night Shift, sortiert nach der US-amerikanischen Erstausstrahlung. Die Fernsehserie umfasst derzeit vier Staffeln mit 45  Episoden.

## Übersicht
| Staffel | Episodenanzahl | Erstausstrahlung USA | Erstausstrahlung USA | Deutschsprachige Erstausstrahlung | Deutschsprachige Erstausstrahlung |
| Staffel | Episodenanzahl | Staffelpremiere      | Staffelfinale        | Staffelpremiere                   | Staffelfinale                     |
| ------- | -------------- | -------------------- | -------------------- | --------------------------------- | --------------------------------- |
| 1       | 8              | 27. Mai 2014         | 15. Juli 2014        | 2. September 2014                 | 21. Oktober 2014                  |
| 2       | 14             | 23. Februar 2015     | 18. Mai 2015         | 22. September 2015                | 3. November 2015                  |
| 3       | 13             | 1. Juni 2016         | 31. August 2016      | 11. Oktober 2016                  | 15. November 2016                 |
| 4       | 10             | 22. Juni 2017        | 31. August 2017      | -                                 | -                                 |

## Staffel 1
Die Erstausstrahlung der ersten Staffel erfolgte vom 24. Mai bis zum 15. Juli 2014 auf dem US-amerikanischen Fernsehsender NBC. Die deutschsprachige Erstausstrahlung sendete der Pay-TV-Sender FOX vom 2. September bis zum 21. Oktober 2014.
| Nr. (ges.) | Nr. (St.) | Deutscher Titel   | Originaltitel    | Erstausstrahlung USA | Deutschsprachige Erstausstrahlung (D) | Regie              | Drehbuch                  | Quoten (USA) |
| ---------- | --------- | ----------------- | ---------------- | -------------------- | ------------------------------------- | ------------------ | ------------------------- | ------------ |
| 1          | 1         | Team Nachtschicht | Pilot            | 27. Mai 2014         | 2. Sep. 2014                          | Pierre Morel       | Gabe Sachs & Jeff Judah   | 7,67 Mio.    |
| 2          | 2         | Noch eine Chance  | Second Chances   | 3. Juni 2014         | 9. Sep. 2014                          | Bill Johnson       | Gabe Sachs & Jeff Judah   | 6,87 Mio.    |
| 3          | 3         | Wildschweinjagd   | Hog Wild         | 10. Juni 2014        | 16. Sep. 2014                         | Sanford Bookstaver | Cory Evett & Matt Partney | 6,70 Mio.    |
| 4          | 4         | Unter Beschuss    | Grace Under Fire | 17. Juni 2014        | 23. Sep. 2014                         | Kevin Dowling      | Dailyn Rodriguez          | 6,25 Mio.    |
| 5          | 5         | Stürmische Nacht  | Storm Watch      | 24. Juni 2014        | 30. Sep. 2014                         | Eriq La Salle      | Bridget Bedard            | 5,92 Mio.    |
| 6          | 6         | Respekt           | Coming Home      | 1. Juli 2014         | 7. Okt. 2014                          | David Boyd         | Janet Lin                 | 6,87 Mio.    |
| 7          | 7         | Blutsbrüder       | Blood Brothers   | 8. Juli 2014         | 14. Okt. 2014                         | Martha Coolidge    | Zach Lutsky               | 6,36 Mio.    |
| 8          | 8         | Am Limit          | Save Me          | 15. Juli 2014        | 21. Okt. 2014                         | Vincent Misiano    | Gabe Forsenca             | 6,05 Mio.    |

## Staffel 2
Die Erstausstrahlung der zweiten Staffel war vom 23. Februar bis zum 18. Mai 2015 auf dem US-amerikanischen Fernsehsender NBC zu sehen. Die deutschsprachige Erstausstrahlung sendete der Pay-TV-Sender FOX vom 22. September bis zum 3. November 2015.
Die Reihenfolge der Episoden beim Streamingdienst Netflix weicht von der Reihenfolge der TV-Ausstrahlung ab.
| Nr. (ges.) | Nr. (St.) | Deutscher Titel            | Originaltitel          | Erstausstrahlung USA | Deutschsprachige Erstausstrahlung (D) | Regie               | Drehbuch                            | Quoten (USA) |
| ---------- | --------- | -------------------------- | ---------------------- | -------------------- | ------------------------------------- | ------------------- | ----------------------------------- | ------------ |
| 9          | 1         | Gerettet                   | Recovery               | 23. Feb. 2015        | 22. Sep. 2015                         | Eriq La Salle       | Gabe Sachs & Jeff Judah             | 5,52 Mio.    |
| 10         | 2         | Wieder im Sattel           | Back at the Ranch      | 2. März 2015         | 29. Sep. 2015                         | Timothy Busfield    | Bridget Bedard & Dailyn Rodriguez   | 6,13 Mio.    |
| 11         | 3         | Das Romeo und Julia-Gesetz | Eyes Look at Your Last | 9. März 2015         | 29. Sep. 2015                         | Eriq La Salle       | Zachary Lutsky                      | 5,45 Mio.    |
| 12         | 4         | Schockmomente              | Shock to the Heart     | 16. März 2015        | 6. Okt. 2015                          | David Boyd          | Tawnya Bhattacharya & Ali Laventhol | 5,36 Mio.    |
| 13         | 5         | Geister                    | Ghosts                 | 23. März 2015        | 6. Okt. 2015                          | David Boyd          | Tom Garrigus                        | 5,44 Mio.    |
| 14         | 6         | Im Nebel                   | Fog of War             | 24. März 2015        | 22. Sep. 2015                         | Jason Priestley     | Matthew V. Lewis                    | 4,04 Mio.    |
| 15         | 7         | Was man wissen sollte      | Need to Know           | 30. März 2015        | 13. Okt. 2015                         | Jay Chandrasekhar   | Gabe Fonseca                        | 5,04 Mio.    |
| 16         | 8         | Mit den besten Absichten   | Best Laid Plans        | 6. Apr. 2015         | 13. Okt. 2015                         | Tara Nicole Weyr    | Dennis Saavedra Saldua              | 5,53 Mio.    |
| 17         | 9         | Wahnvorstellungen          | Parenthood             | 13. Apr. 2015        | 20. Okt. 2015                         | David Boyd          | Dailyn Rodriguez                    | 5,52 Mio.    |
| 18         | 10        | Flucht nach vorne          | Aftermath              | 20. Apr. 2015        | 20. Okt. 2015                         | Allison Liddi-Brown | Tawnya Bhattacharya & Ali Laventhol | 5,37 Mio.    |
| 19         | 11        | Risiko                     | Hold On                | 27. Apr. 2015        | 27. Okt. 2015                         | Timothy Busfield    | Matthew V. Lewis                    | 4,94 Mio.    |
| 20         | 12        | Vollmondnacht              | Moving On              | 4. Mai 2015          | 27. Okt. 2015                         | Eriq La Salle       | Jon W. Fong                         | 5,53 Mio.    |
| 21         | 13        | Aus dem Hinterhalt         | Sunrise, Sunset        | 11. Mai 2015         | 3. Nov. 2015                          | Kevin Hooks         | Zachary Lutsky & Tom Garrigus       | 4,92 Mio.    |
| 22         | 14        | Vor dem Morgengrauen       | Darkest Before Dawn    | 18. Mai 2015         | 3. Nov. 2015                          | Eriq La Salle       | Milla Bell-Hart & Gabe Fonseca      | 5,20 Mio.    |

## Staffel 3
Die Erstausstrahlung der dritten Staffel war vom 1. Juni bis zum 31. August 2016 auf dem US-amerikanischen Fernsehsender NBC zu sehen. Die deutschsprachige Erstausstrahlung sendete der Pay-TV-Sender FOX vom 11. Oktober bis zum 15. November 2016.
| Nr. (ges.) | Nr. (St.) | Deutscher Titel            | Originaltitel                   | Erstausstrahlung USA | Deutschsprachige Erstausstrahlung (D) | Regie             | Drehbuch                      | Quoten (USA) |
| ---------- | --------- | -------------------------- | ------------------------------- | -------------------- | ------------------------------------- | ----------------- | ----------------------------- | ------------ |
| 23         | 1         | Die Zeiten ändern sich     | The Times They Are A-Changin’   | 1. Juni 2016         | 11. Okt. 2016                         | Timothy Busfield  | Gabe Sachs & Jeff Judah       | 4,81 Mio.    |
| 24         | 2         | Doktor No                  | The Thing With Feathers         | 8. Juni 2016         | 11. Okt. 2016                         | Timothy Busfield  | Tom Garrigus                  | 4,18 Mio.    |
| 25         | 3         | Der Weg zurück             | The Way Back                    | 15. Juni 2016        | 18. Okt. 2016                         | Tara Nicole Weyr  | Janet Lin                     | 4,47 Mio.    |
| 26         | 4         | Drei-zwei-eins             | Three-Two-One                   | 22. Juni 2016        | 18. Okt. 2016                         | Oz Scott          | Zachary Lutsky                | 4,30 Mio.    |
| 27         | 5         | Entscheide dich fürs Leben | Get Busy Livin’                 | 29. Juni 2016        | 25. Okt. 2016                         | Dailyn Rodriguez  | Gabe Fonseca                  | 4,46 Mio.    |
| 28         | 6         | Es wird heiß               | Hot in the City                 | 29. Juni 2016        | 25. Okt. 2016                         | Darnell Martin    | Nicole Rubio                  | 4,46 Mio.    |
| 29         | 7         | Morgendämmerung            | By Dawn’s Early Light           | 6. Juli 2016         | 1. Nov. 2016                          | Louis Shaw Milito | Brian Anthony                 | 5,74 Mio.    |
| 30         | 8         | Volles Risiko              | All In                          | 13. Juli 2016        | 1. Nov. 2016                          | Tara Nicole Weyr  | Milla Bell-Hart               | 6,28 Mio.    |
| 31         | 9         | Aus dem Nichts             | Unexpected                      | 27. Juli 2016        | 8. Nov. 2016                          | Marisol Adler     | Janet Lin                     | 5,32 Mio.    |
| 32         | 10        | Hoffen und Warten          | Between a Rock and a Hard Place | 3. Aug. 2016         | 8. Nov. 2016                          | Jeff Judah        | Tom Garrigus & Zachary Lutsky | 5,00 Mio.    |
| 33         | 11        | Eine Frage des Vertrauens  | Trust Issues                    | 3. Aug. 2016         | 15. Nov. 2016                         | Oz Scott          | Dailyn Rodriguez              | 5,00 Mio.    |
| 34         | 12        | Rettungsmaßnahmen          | Emergent                        | 24. Aug. 2016        | 15. Nov. 2016                         | Timothy Busfield  | Brian Anthony & Gabe Fonseca  | 5,52 Mio.    |
| 35         | 13        | Verbrannte Erde            | Burned                          | 31. Aug. 2016        | 15. Nov. 2016                         | Tara Nicole Weyr  | Tom Garrigus                  | 5,43 Mio.    |

## Staffel 4
Im November 2016 verlängerte NBC die Serie um eine vierte Staffel. Die Erstausstrahlung der zweiten Staffel war vom 22. Juni bis zum 31. August 2017 auf dem US-amerikanischen Fernsehsender NBC zu sehen. Eine deutsche Ausstrahlung fand bisher (Stand 2019) noch nicht statt, jedoch wurde die Staffel auf Netflix zur Verfügung gestellt.
| Nr. (ges.) | Nr. (St.) | Deutscher Titel         | Originaltitel    | Erstausstrahlung USA | Deutschsprachige Erstausstrahlung (D) | Regie            | Drehbuch                       | Quoten (USA) |
| ---------- | --------- | ----------------------- | ---------------- | -------------------- | ------------------------------------- | ---------------- | ------------------------------ | ------------ |
| 36         | 1         | Rückschlag              | Recoil           | 22. Juni 2017        | -                                     | Marisol Adler    | Brian Anthony                  | 3,59 Mio.    |
| 37         | 2         | Entgleist               | Off the Rails    | 29. Juni 2017        | -                                     | Oz Scott         | Tom Garrigus                   | 4,15 Mio.    |
| 38         | 3         | Vor Schaden bewahren    | Do No Harm       | 6. Juli 2017         | -                                     | Marisol Adler    | Milla Bell-Hart                | 4,24 Mio.    |
| 39         | 4         | Kontrolle               | Control          | 13. Juli 2017        | -                                     | Oz Scott         | Joe Hortua                     | 4,41 Mio.    |
| 40         | 5         | Turbulenzen             | Turbulence       | 20. Juli 2017        | -                                     | Timothy Busfield | Alan McElroy                   | 4,23 Mio.    |
| 41         | 6         | Familienangelegenheiten | Family Matters   | 27. Juli 2017        | -                                     | Eoin Macken      | Tom Garrigus                   | 4,25 Mio.    |
| 42         | 7         | Den Glauben bewahren    | Keep the Faith   | 10. Aug. 2017        | -                                     | Timothy Busfield | Brian Anthony                  | 3,09 Mio.    |
| 43         | 8         | R3B0OT                  | R3B0OT           | 17. Aug. 2017        | -                                     | Terrell Clegg    | Tom Garrigus & Shannon Sommers | 3,52 Mio.    |
| 44         | 9         | Land der Freiheit       | Land of the Free | 24. Aug. 2017        | -                                     | Gabe Sachs       | Francesca Butler               | 3,72 Mio.    |
| 45         | 10        | Neuanfang               | Resurgence       | 31. Aug. 2017        | -                                     | Jeff Judah       | Brian Anthony                  | 3,08 Mio.    |